# ستاره‌های شانس من
ستاره‌های شانس من (به چینی :福星高照) یک فیلم اکشن و کمدی هنگ‌کنگی محصول سال ۱۹۸۵ به کارگردانی سامو هونگ است. این فیلم با عنوان برخورد نینجا در فیلیپین منتشر شد. ستاره‌های شانس من دومین فیلم در مجموعه ستاره‌های شانس محسوب می‌شود. این اثر با بسیاری از همان بازیگران فیلم برندگان و گناهکاران (۱۹۸۳) ساخته شده است، هر چند که نام شخصیت‌ها و نقش‌ها متفاوت است.